# Pentti Kokkonen
Pentti Juhani Kokkonen, född 15 december 1955 i Jämsä i landskapet Mellersta Finland i Västra Finlands län är en finländsk tidigare backhoppare och nuvarande tränare. Han representerade Lahden Hiihtoseura i Lahtis.

## Karriär
Pentti Kokkonen debuterade internationellt i tysk-österrikiska backhopparveckan i Schattenbergbacken i Oberstdorf i Västtyskland 30 december 1976. Kokkonen hade sin bästa säsong i backhopparveckan säsongen 1978/1979. I första deltävlingen, i Oberstdorf, blev Kokkonen nummer tre, 3,0 poäng efter segrande Jurij Ivanov från Sovjetunionen och 2,1 poäng efter Hansjörg Sumi från Schweiz. I nyårstävlingen i Große Olympiaschanze i Garmisch-Partenkirchen blev han nummer tre, 6,1 poäng efter Josef Samek från Tjeckoslovakien. Pentti Kokkonen vann deltävlingen i Bergiselschanze i Innsbruck i Österrike och även avslutningstävlingen i Paul-Ausserleitner-Schanze i Bischofshofen. Kokkonen vann backhopparveckan 1978/1979 sammanlagt, 33,0 poäng före Hansjörg Sumi och 34,8 poäng före Jochen Danneberg från Östtyskland.
Världscupen i backhoppning hade premiär säsongen 1979/1980. Första pallplatsen i en deltävling i världscupen kom 25 januari 1981 i Engelberg i Schweiz. Då blev han nummer tre. Kokkonen tävlade 7 säsonger i världscupen. Bästa sammanlagda resultat fick han säsongen 1982/1983 då han blev nummer 7.
Pentti Kokkonen deltog i sitt första Skid-VM på hemmaplan i Lahtis 1978. Han tävlade i normalbacken och blev nummer fem, 4,5 poäng efter segraren Matthias Buse från Östtyskland och 1,3 poäng från en bronsmedalj. I skid-VM i Lahtis 1978 arrangerades för första gången en lagtävling i backhoppning i VM-sammanhang. Pentti Kokkonen och hans lagkamrater blev nummer 2 i denna inofficiella tävling efter laget från Östtyskland.
Under Skid-VM 1982 i Holmenkollen i Oslo blev Kokkonen nummer 18 i normalbacken (Midstubakken) och nummer 6 stora backen. Landsmannen Matti Nykänen vann tävlingen i stora backen. Kokkonen var 19,4 poäng efter Nykänen och 6,2 poäng från prispallen. I lagtävlingen, den första officiella i VM, blev Kokkonen och lagkamraterna Keijo Korhonen, Jari Puikkonen och Matti Nykänen nummer tre och vann bronsmedaljen. 
Skid-VM 1984 bestod av lagtävlingar med backhoppning i Engelberg, Schweiz och nordisk kombination i  Rovaniemi, Finland,  eftersom grenarna inte fanns med vid olympiska vinterspelen 1984 i Sarajevo i det dåvarande Jugoslavien. Här vann Kokkonen en guldmedalj tillsammans med finländska laget. I Skid-VM 1985 i Seefeld in Tirol i Österrike blev Kokkonen nummer 15 i normalbacken och nummer 8 i stora backen. I lagtävlingen vann Finland (Tuomo Ylipulli, Pentti Kokkonen, Matti Nykänen och Jari Puikkonen) en ny guldmedalj, före Österrike och Östtyskland.
Kokkonen deltog i olympiska spelen i Lake Placid i USA. Det tävlades i ndividuella grenar. Kokkonen blev nummer 12 i stora backen. I normalbacken blev han nummer fem, 18,7 poäng efter guldvinnaren Toni Innauer från Österrike och endast 1,6 poäng efter Manfred Deckert från DDR och Hirokazu Yagi från Japan som delade silvermedaljen. Under OS 1984 I Sarajevo i Jugoslavien blev Kokkonen nummer 12 i normalbacken ock nummer 14 i stora backen.
Kokkonen avslutade sin backhoppningskarriär 1986.

## Senare karriär
Efter avslutatd aktiv idrottskarriär har Pentti Kokkonen varit verksam som backhoppstränare. I perioden 1987 - 1991 och 1993 - 1994 var Kokkonen i teamet som tränade finländska A-landslaget, och även finländska ungdomslandslaget 1993 - 1994. 1991 - 1993 tränade han finländska landslaget i nordisk kombination. I perioden 1994 - 1996 var Kokkonen huvudtränare för finländska B-landslaget i backhoppning. Från 1997 tränade han hemskidföreningen i Lahtis, Lahden Hiihtoseura. 2003 - 2008 tränade han  finländska juniorlandslaget och har sedan 2008 varit förbundskapten för finländska A-landslaget i backhoppning.